# علی مرادخانی
علی مرادخانی (متولد ۱۳۴۶) فیلسوف ایرانی و دانشیار دانشگاه آزاد اسلامی واحد تهران شمال است.
او عمدتاً برای آثارش در زمینهٔ فلسفهٔ هگل و نظریهٔ پایان تاریخ شناخته‌شده است.
مرادخانی برای نگارش کتاب پایان تاریخ در نظر فلاسفهٔ مدرن و پست‌مدرن برندهٔ بیست و هفتمین دورهٔ جایزهٔ کتاب فصل شد.

## آثار
- هگل و فلسفهٔ مدرن، علی مرادخانی، ناشر: مهر نیوشا
- پایان تاریخ در نظر فلاسفه مدرن و پست‌مدرن، علی مرادخانی، ناشر: پژوهشگاه علوم انسانی و مطالعات فرهنگی

## نقد آثار
محمد اصغری و محمود صوفیانی به نقد کتاب پایان تاریخ در نظر فلاسفه مدرن و پست‌مدرن پرداخته‌اند. صوفیانی با ذکر اینکه ساختار خاصی بر این کتاب حاکم است، معتقد است با وجود اینکه در مقدمه کتاب، مؤلف با ملاحظه‌های ویژه، این کتاب را آموزشی دانسته اما به نظر من این مجموعه فراتر از مباحث آموزشی بوده و نکات مهم زیادی را دربرگرفته است. همچنین نجات و رستگاری هگل در این مجموعه توجه ویژه‌ای یافته است اما مهم این است که آیا باید هگل را به عنوان یک فیلسوف پست‌مدرن یا مدرن در نظر بگیریم که نویسنده باید در این خصوص اشاراتی داشته باشد. صوفیانی با بیان اینکه این کتاب شروع خوبی داشته است، کتاب از مبحث مربوط به اسطوره‌ها آغاز شده و همچنین از نظر مفسران برجسته در قسمت هگل استفاده شده و دیدگاهشان نیز مورد نقد قرار می‌گیرد و همچنین در جاهایی با احتیاط جمله‌هایی از هگل آورده می‌شود. کتاب، خواننده را وادار به چالش می‌کند و دانشجوی فلسفه باید کتاب را خودش واگشایی کند که ساختار کتاب به سه قسمت تقسیم می‌شود که دوره اول، دوره شکل‌گیری صورت عقلی، اندیشه و تاریخ فلسفه و دوره دوم استفاده عملی و سیاسی از تاریخ فلسفه که نقد شده و در سومین بحث نیز در خصوص پست مدرنیسم مباحثی مطرح شده است. کتاب در حالی آغاز شده که قبل از بحث در مورد تاریخ در خصوص فلسفه تاریخ بحث شده که آن را می‌توان یکی از نقاط قوت کتاب دانست.
اصغری هم مرادخانی را در حوزهٔ پژوهش راجع به پایان تاریخ در ایران پیشگام می‌داند. این کتاب از جهت صوری و محتوایی اشکالاتی دارد. به لحاظ محتوایی لحن ترجمه‌ای بر لحن قلمی آن می‌چربد و حضور نویسنده در سبک و سنگین کردن مطالب کم است به هر حال، موضوع پایان تاریخ که محتوای کتاب را تشکیل می‌دهد نیازمند تشریح به زبان روشن است که این روشنی تا حدی در متن نادیده گرفته شده است.